# 56-я пехотная дивизия (Российская империя)
56-я пехотная дивизия — пехотное соединение в составе российской императорской армии

## История дивизии
Сформирована в июле 1914 года из кадра 1-й пехотной дивизии. Вошла в состав 1-й армии (с 15 августа включена в состав 26-го армейского корпуса). 11 октября 1914 года подчинена командующему 10-й армии. 30 апреля 1915 года включена в формируемый 37-й армейский корпус.

56-я пехотная дивизия действовала слабо. Она была разгромлена под Вержболовом в сентябре 1914 года. Начиная с виленских боёв, она постепенно выравнивалась и осенью 1916 года самоотверженно атаковала под Ковелем в XXXIV корпусе.— А. А. Керсновский. История Русской армии
56-я артиллерийская бригада сформирована в июле 1914 г. по мобилизации в г. Вязьме из кадра, выделенного 1-й артиллерийской бригадой.
Дивизия – участница Люблин-Холмского сражения 9 – 22 июля 1915 г.

## Состав дивизии
- 1-я бригада
  - 221-й Рославльский пехотный полк
  - 222-й Красненский пехотный полк
- 2-я бригада
  - 223-й Одоевский пехотный полк
  - 224-й Юхновский пехотный полк
- 56-я артиллерийская бригада

## Командование дивизии
(Командующий в дореволюционной терминологии означал временно исполняющего обязанности начальника или командира).

### Начальники дивизии
- 19.07.1914 — 08.10.1914 — командующий генерал-майор Болдырев, Николай Ксенофонтович
- 08.10.1914 — 31.03.1915 — командующий генерал-майор Иозефович, Феликс Доминикович
- 03.04.1915 — 26.04.1916 — генерал-лейтенант Мадритов, Александр Семёнович
- 26.04.1916 — 22.01.1917 — командующий генерал-майор Российский, Евгений Александрович
- 22.01.1917 — 08.07.1917 — командующий генерал-майор Потапов, Степан Захарович
- 08.07.1917 — 09.09.1917 — командующий полковник (с 23.08.1917 генерал-майор) Аджиев, Павел Павлович

По другим сведениям  Архивная копия от 24 сентября 2014 на Wayback Machine, с апреля по сентябрь 1917 начдивом был генерал-майор Максимов, Николай Сергеевич.

### Начальники штаба дивизии
- 14.09.1914 — 06.01.1915 — и. д. полковник Алексеев, Николай Николаевич
- 06.01.1915 — 08.03.1915 — полковник Сербинович, Константин Иванович
- 23.03.1915 — 13.07.1915 — и. д. подполковник (с 15.06.1915 полковник) Карлсон, Карл-Рейнгольд-Георг Карлович
- 24.07.1915 — 18.05.1916 — и. д. подполковник Церетели, Зиновий Филимонович
- 20.05.1916 — 20.02.1917 — генерал-майор Мандрыка, Георгий Акимович
- 01.03.1917 — хх.04.1917 — полковник (с 02.04.1917 генерал-майор) Максимов, Николай Сергеевич
- 1917 — штабс-капитан Волков, Борис Иванович

### Командиры бригады
- 29.07.1914 — 12.04.1917 — генерал-майор князь Макаев, Илья Захарович
- 12.04.1917 — хх.хх.хххх — полковник Рудзский, Александр Брониславович

### Командиры 2-й бригады
- 01.04.1915 — 25.06.1915 — полковник Крамаренко, Пётр Павлович

### Командиры 56-й артиллерийской бригады
- 25.07.1914 — 27.03.1917 — полковник (с 12.07.1915 генерал-майор) Клейненберг, Евгений Юльевич
- 20.06.1917 — хх.хх.хххх — командующий полковник Шредерс, Николай Николаевич